# Шкуновка
Шкуно́вка (рос. Шкуновка) — селище у складі Акбулацького району Оренбурзької області, Росія.

## Населення
Населення — 771 особа (2010; 946 у 2002).
Національний склад (станом на 2002 рік):
- казахи — 40 %
- росіяни — 37 %